# Arago de Sète Volley-Ball 2012-2013
Questa voce raccoglie le informazioni riguardanti l'Arago de Sète Volley-Ball nelle competizioni ufficiali della stagione 2012-2013.

## Organigramma societario
Area direttiva
- Presidente: René Game

Area tecnica
- Allenatore: Patrick Duflos
- Allenatore in seconda: Fabien Dugrip

## Rosa
| N° | Nome               | Ruolo | Data di nascita  | Nazionalità sportiva |
| -- | ------------------ | ----- | ---------------- | -------------------- |
| 1  | Milan Bencz        | S/O   | 5 settembre 1987 | Slovacchia           |
| 3  | Frédéric Barais    | S     | 10 dicembre 1989 | Francia              |
| 4  | Baptiste Geiler    | S     | 12 marzo 1987    | Francia              |
| 5  | Junot Mistoco      | S/O   | 16 agosto 1979   | Francia              |
| 6  | Benjamin Toniutti  | P     | 30 ottobre 1989  | Francia              |
| 7  | Ferdinand Tille    | L     | 8 dicembre 1988  | Germania             |
| 9  | Raphaël Mrozek     | S     | 19 ottobre 1987  | Francia              |
| 10 | Jean-Philippe Sol  | C     | 1º gennaio 1986  | Francia              |
| 11 | Quentin Ayuso      | P     | 11 marzo 1994    | Francia              |
| 12 | Maxime Hervoir     | S     | 24 febbraio 1995 | Francia              |
| 13 | Thomas Le Vot      | P     | 23 luglio 1993   | Francia              |
| 14 | Stanislas Rabiller | S     | 22 febbraio 1992 | Francia              |
| 15 | Lukas Bauer        | C     | 26 febbraio 1989 | Germania             |
| 16 | José Trèfle        | C     | 16 gennaio 1980  | Francia              |
| 17 | Eliott Treilles    | L     | 18 gennaio 1994  | Francia              |
| 18 | Brice Donat        | P     | 10 dicembre 1975 | Francia              |
| 19 | Éric Tinchant      | C     | 18 marzo 1991    | Francia              |